# Bücherhallenbewegung
Die Bücherhallenbewegung (auch Volksbüchereibewegung) war eine gesellschaftliche Strömung in Deutschland in den 1890er Jahren, die eine Reform der Volksbibliotheken forderte, um die Volksbildung zu fördern. Vorbild der Bücherhallenbewegung in Deutschland waren die öffentlichen Bibliotheken (public libraries) in den USA und Großbritannien.

## Geschichte
Die bestehenden deutschen Volksbibliotheken waren in vielerlei Hinsicht völlig unzulänglich. Ihre Bestände waren veraltet, die Öffnungszeiten kurz, sie waren häufig nur ehrenamtlich betreut und mit geringen Mitteln ausgestattet. Diese ließen sich mit den neuen Bildungsvorstellungen nicht mehr vereinbaren. So sollten die Bibliotheken nicht nur die unteren Schichten ansprechen und hier durch Bildung eine Verbesserung der sozialen Lage hervorbringen. Es sollten „Bildungsbibliotheken“ für alle Schichten entstehen. Denn öffentliche Bibliotheken seien für das Volk notwendig, für die Gebildeten noch notwendiger.
Neue Bildungstendenzen brachte die ebenfalls zu dieser Zeit entstehende Sozialpädagogik, welche die Folgen der Industrialisierung und die daraus resultierenden sozialen Veränderungen zum Inhalt hatte. Bereits 1886 berichtete Eduard Reyer von den amerikanischen Bibliotheken und stieß hiermit eine Diskussion über die deutschen Volksbibliotheken an. Eine Reform dieser Bibliotheken schien, um der Volksbildung gerecht zu werden, unumgänglich. Doch richtig in Schwung kam die Diskussion erst, nachdem Constantin Nörrenberg 1893 die USA bereist hatte und dort ebenfalls die Öffentlichen Bibliotheken (Public Libraries) kennengelernt hatte. Er widmete sich in den folgenden Jahren der Verbreitung dieser Bibliotheksform in Deutschland. Bezeichnend für die Public Libraries war, dass sie ihren Nutzern häufig gut ausgestattete Leseräume zur Verfügung stellten, ein deutlicher Unterschied zu der bis dahin in Deutschland verbreiteten reinen Ausleihbibliothek. Darüber hinaus waren die Public Libraries jedermann zugänglich und hatten sehr großzügige Öffnungszeiten. Nörrenberg sah in den neu zu gestaltenden Bücherhallen nach angelsächsischem Vorbild eine sinnvolle Ergänzung zu den öffentlichen Schulen. Er prägte die Bezeichnung Bücher- oder Lesehalle, um sich hierdurch von den bis dahin bestehenden Volksbibliotheken abzugrenzen. So entstand 1894 unter der Trägerschaft der Gesellschaft für ethische Kultur in Frankfurt die erste „Freie Bibliothek und Lesehalle“.
1895 hielt Nörrenberg einen vielbeachteten Vortrag zum Thema „Die Volksbibliothek, ihre Aufgaben und Reformen“ vor der Gesellschaft für Verbreitung von Volksbildung und wurde so zum Impulsgeber für die Bücherhallenbewegung. Die Ideen und Vorlagen von Reyer und Nörrenberg übernahm auch die Comenius-Gesellschaft. Sie wandte sich 1899 mit einem Rundschreiben an alle Städte und Gemeinden mit mehr als 10.000 Einwohnern. Mit dem Aufruf „Schafft Bücherhallen!“ wurde erneut auf die angelsächsischen Vorbilder verwiesen. Dort waren die Public Libraries bereits in öffentlicher Trägerschaft und so sollten die reformierten Volksbibliotheken und neu geschaffenen Bücherhallen mit Gemeindemittel finanziert werden. Die angeführten Argumente, warum dies im Sinne einer Gemeinde sei, waren die Senkung der Kosten für die Armenpflege sowie die Bekämpfung der Kriminalität und des Alkoholismus. Bereits 1898 war die erste Bücherhalle in kommunaler Trägerschaft gegründet worden, die Städtische Volksbibliothek und Lesehalle Charlottenburg.
Charlottenburg verfolgte als erste Bücherhalle den konzeptionellen Gedanken der Einheitsbücherei. Dahinter stand die Zusammenfassung der bestehenden wissenschaftlichen Bibliotheken und Volksbibliotheken. Die Bücherhallen sollten darüber hinaus frei benutzbar sein, ausreichende Öffnungszeiten haben, durch ausgebildete, hauptamtliche Bibliothekare geleitet werden und mit einem Lesesaal ausgestattet sein. Die Bestände sollten nicht nur der „Belehrung“ dienen, sondern auch „schöne Literatur“ vorhalten. Auch hier wurde wieder auf die Public Libraries verwiesen, welche schon damals Romane in ihren Beständen hatten und diese an ihre Nutzer verliehen. Nörrenberg formuliert in diesem Zusammenhang: „die große Aufgabe lautet nicht: die gleiche Bildung für alle, sondern: jedem die Bildung, die ihm gemäß ist, die er in seinem Stande brauchen, die er bewältigen kann“. In ihrem Aufruf forderte die Comenius-Gesellschaft, eine für alle Kreise des Volkes berechnete Auswahl der Bücher, zentrale Verwaltung, Lage der räumlich ausreichenden Bibliothek an günstiger Stelle in der Stadt. Klar definierte Zielgruppe der Bücherhallen sind somit alle Schichten und nicht nur die bis dahin von der Volksbibliothek bedienten unteren Schichten.
Eine der erfolgreichsten Bücherhallen in Deutschland war die 1902 eröffnete Lesehalle Bremen, die sich unter Leitung des Gründungsdirektors Dr. Arthur Heidenhain zu einer der modernsten Volksbibliotheken in Deutschland entwickelte. Arthur Heidenhain stand für eine fachliche Professionalisierung der Aufgaben, des Personals und insbesondere der kritischen Buchauswahl „als Gegengewicht zum wirtschaftlich ausgerichteten Büchermarkt“, und hatte bereits als Leiter der Bücherhalle in Jena das erste systematische Bestandsverzeichnis einer öffentlichen Bibliothek erarbeitet.
Heute wird die Zeit der Bücherhallenbewegung von 1895 bis 1912 auch die „ältere“ genannt. Denn der gewünschte Gesamterfolg der Bewegung blieb aus, es wurden zwar viele neue Impulse gesetzt aber auch die neu geschaffenen Bücherhallen verzettelten sich in Bestandsdiskussionen und wurden Teil politischer Auseinandersetzungen. Hiernach entstand der sogenannte „Richtungsstreit“ im Bibliothekswesen, in welchem die liberale Bücherhalle der erzieherischen Volksbücherei der Neuen Richtung gegenüberstand. Ein Teilerfolg der Bücherhallenbewegung dürfte die Schaffung eines eigenen Bibliothekszweigs mit dazugehörendem Berufsstand sein, dem Volksbibliothekar.

## Wichtige Personen
- Constantin Nörrenberg (1862–1937), Germanist und Bibliothekar
- Eduard Reyer (1849–1914), Geologe
- Arthur Heidenhain (1862–1941), Historiker und Bibliothekar
- Emil Jaeschke (1874–1918), Kunsthistoriker und Bibliothekar

## Wichtige Träger-Gesellschaften
- gegr. 1871 Gesellschaft für Verbreitung von Volksbildung
- gegr. 1892 Gesellschaft für ethische Kultur
- gegr. 1892 Comenius-Gesellschaft

## Zeitlicher Ablauf der ersten Gründungen
- 1893 mit noch alter Bezeichnung die „Allgemeine Volksbibliothek“, Freiburg (vereinigte Bücher- und Lesehalle)
- 1894 „Freie Bibliothek und Lesehalle“, Frankfurt
- 1895 „Öffentliche Lesehalle“, Berlin
- 1896 „Öffentliche Lesehalle“, Jena
- 1898 „Städtische Volksbibliothek und Lesehalle“, Charlottenburg
- 1899 „Krupp’sche Bücherhalle“, Essen
- 1899 „Heimann’sche Öffentliche Bibliothek und Lesehalle“, Berlin
- 1899 „Öffentliche Bücherhallen“, Hamburg
- 1902 „Lesehalle Bremen“